# Dusona temnator
Dusona temnator là một loài tò vò trong họ Ichneumonidae.